# جيم كيلباتريك
جيم كيلباتريك (بالإنجليزية: Jim Kilpatrick)‏ هو طبال بريطاني، ولد في 11 أغسطس 1956 في وايتبرن ‏ في المملكة المتحدة.